# 宫头岗窑址
宫头岗窑址，是位于中国福建省宁德市柘荣县富溪镇霞洋村前洋自然村宫头岗的一个宋代古遗址，2021年4月入选第九批柘荣县文物保护单位。
宫头岗窑址是一处宋朝时期民间烧制青瓷龙窑的遗址，窑床呈东西走向，斜坡堆积文化层厚1米—1.5米，纵长35米、横宽约37米，面积约1295平方米。窑址中发掘出了壶、碗、碟等器物残件和匣钵、垫饼等窑具，多为青白色。